# The Thicket
The Thicket és una pel·lícula de thriller occidental nord-americana de 2024 dirigida per Elliott Lester i escrita per Chris Kelley. És una adaptació cinematogràfica de la novel·la del 2013 de Joe R. Lansdale. S'ha subtitulat al català.

## Repartiment
- Peter Dinklage com a Reginald Jones, un caça recompenses que ajuda a Jack
- Juliette Lewis com Cut Throat Bill, un líder de banda
- Esmé Creed-Miles com a Lula Parker, la germana de Jack
- Levon Hawke com a Jack Parker, un home que busca la seva germana segrestada
- Andrew Schulz com a Héctor
- James Hetfield com a Simon Deasy
- Leslie Grace com Jimmy Sue, una prostituta
- Gbenga Akinnagbe com a Eustace Howard, un exesclau que ajuda a en Jack
- Arliss Howard com a Ephron Karlsson
- Macon Blair com a Malachi Deasy
- Ned Dennehy com a Baldy

## Producció
Peter Dinklage ha estat vinculat al projecte durant molts anys, juntament amb els productors Gianni Nunnari, Shannon Gaulding i Andre Lemmers. La pel·lícula ha estat descrita com un "projecte de passió" per a ell. La seva preproducció va començar el febrer de 2020, però es va veure afectada per la pandèmia de la COVID-19. A principis de 2023, Juliette Lewis es va unir al repartiment per substituir Rapace. En aquelles dates es va anunciar que el líder de Metallica, James Hetfield, va ser confirmat com a part del repartiment.
El rodatge va tenir lloc a Calgary de l'1 al 30 de març del 2023.